# Vicalvi
Vicalvi es una localidad y comune italiana de la provincia de Frosinone, región de Lacio, con 854 habitantes.

## Evolución demográfica
| Gráfica de evolución demográfica de Vicalvi entre 1861 y 2001 |
|                                                               |
| Fuente ISTAT - elaboración gráfica de Wikipedia               |

## Personalidades conectadas con Vicalvi
- Pietro Palombo, comerciante y viajero en Europa y América del Norte
- Raffaele Coletti, alcalde por más de veinte años y condecorado con la Cruz de Gran Oficial de la República